# Michiel Hoogeveen
Michiel Hoogeveen, né le 6 juillet 1989 à Leyde, est un banquier et homme politique néerlandais. Il est député européen de 2021 à 2024.

## Biographie
Hoogeveen étudie au Bonaventure College de Leyde, obtient un Bachelor of Business Administration à l'université des sciences appliquées de La Haye et étudie les sciences politiques avec une spécialisation en relations internationales à l'université libre d'Amsterdam. Il effectue un stage au département du Commerce des États-Unis et travaille dans certaines banques. De 2016 à 2019, il est consultant chez KPMG. 
Au cours de ses études en sciences politiques, Hoogeveen mène des recherches sur la Corée du Nord. Il rédige sa thèse sur les relations commerciales entre les deux Corées et entre également en contact avec les Nord-Coréens. À partir de 2014, il se rend à plusieurs reprises en Corée du Nord. Il publie un livre sur l'essor et l'avenir de la Corée du Nord et est régulièrement invité dans des médias à ce sujet.
Hoogeveen est le directeur de campagne du FvD pour les Élections européennes de 2019 et figure en cinquième place sur la liste électorale. Après les élections, il devient un assistant de Derk Jan Eppink. 
Lors des élections législatives de 2021, Derk Jan Eppink est élu et abandonne son mandat de député européen qui revient à Michiel Hoogeven.

## Œuvres
- Het Kluizenaarskoninkrijk, Uitgeverij De Blauwe Tijger (2018).